# T. M. Lewin
T. M. Lewin & Sons Limited, более известный как TM Lewin — британский онлайн-ритейлер мужской одежды. Он был основан в 1898 году Томасом Мэйесом Левином, который открыл свой первый магазин на лондонской улице Пантон, а затем переехал на Джермин-стрит. TM Lewin в начале организовал продажу мужских рубашек, но затем также начал продавать костюмы, верхнюю одежду, трикотаж, куртки, брюки, галстуки и разные аксессуары для мужчин.
Компания имеет штаб-квартиру в Фаррингдоне, что в лондонском районе Ислингтон. К началу 2020 года компания располагала более, чем 150 магазинами по всему миру. Однако 30 июня 2020 года, после начала процедуры банкротства, вынуждена была закрыть все свои 66 магазинов на территории Великобритании. Компания Stonebridge Capital приобрела все активы TM Lewin во время предварительной сделки.

## История

### XIX век
Бизнес основал Томас Мэйес Левин на лондонской улице Пантон в 1898 году. Спустя 5 лет, в 1903 году, магазин переехал на Джермин-стрит. Левину приписывают популяризацию современного дизайна мужской рубашки с пуговицами, который на тот момент времени оказался революционным. До этого мужчины натягивали рубашки через голову, так как на них не было пуговиц.

### XX век
В течение 1900-х годов T. M. Lewin приобрел репутацию среди лондонских джентльменов, которые ценили новый бренд за качество и хороший дизайн. В 1903 году рубашки Томаса Левина были охарактеризованы как «новая идея» в популярном лондонском журнале London Opinion and Today.
Во время Первой мировой войны T. M. Lewin разработал для британской армии и военно-воздушных сил особую униформу.
T. M. Lewin некоторое время имел период сотрудничества между Томасом Мэйесом Левином и Джеффри Джеймсом Левином, работавшим по адресу с Пантон-стрит, 39 в Лондоне. После выхода на пенсию Джеффри Джеймса Левина партнерство прекратило свое существование с 1 января 1938 года, а бизнес продолжал работать под названием TM Lewin and Sons Ltd.
В 1978 году семейство МакКенна купило T. M. Lewin. В 1980 году к компании присоединился будущий доктор медицинских наук Джефф Куинн и максимально помог развитию компании —уже в 1982 году был заработан первый миллион фунтов стерлингов.
В 1993 году компания начала отправлять заказы по почте, также начался перенос производства одежды с завода в Саутенд-он-Си за пределы Великобритании.

### XXI век
В 2000 году T. M. Lewin открыла свой пятый магазин (на Ludgate Circus в Лондоне) и начал тестирование своей рекламной стратегии, которая впоследствии станет определяющей характеристикой бренда. Бренд был удостоен награды GQ Magazine за рубашку «5 звезд».
В 2005 году T. M. Lewin помимо производства рубашек начала также делать и мужские костюмы. В том же году был представлен брендированный галстук для Олимпийских игр в Лондоне 2012 года.
К 2011 году у T. M. Lewin было 100 магазинов в Великобритании, а в 2012 году она запустила свой первый зарубежный магазин (не считая Дублина) в Сиднее (Австралия). После сделки 2015 года с Bain Capital Свен Геде стал генеральным директором компании в 2018 году.
В апреле 2020 года компания начала переговоры с потенциальными покупателями, так как пандемия Covid-19 поставила под угрозу её дальнейшую деятельность в качестве розничного продавца. Сообщалось, что популярный британский ритейлер мужской одежды Charles Tyrwhitt был одним из наиболее активных в вопросах оказания помощи T. M. Lewin. Bain Capital - Private Equity Group, которая владела TM Lewin с 2015 года, стремилась продать бренд розничному продавцу мужской одежды Heritage и заручиться поддержкой финансовой компании Alantra для проведения сделки. 13 мая 2020 года TM Lewin была приобретена Torque Brands, подразделением частной инвестиционной компании Stonebridge Capital. Около 650 из 700 сотрудников компании T. M. Lewin были переведены в режим простоя, в то время как магазины были временно закрыты на протяжении всей пандемии. 50 оставшихся сотрудников продолжили деятельность в рамках поддержки цифровых операций и цепочки поставок для T. M. Lewin. 30 июня 2020 года T. M. Lewin объявила об окончательном закрытии всех своих 66 британских магазинов и увольнении 600 работников. Stonebridge Capital выкупил оставшиеся активы бренда, включая его онлайн-бизнес, после того как стало понятно, что T. M. Lewin больше не был жизнеспособным в своем нынешнем формате.

## Сеть фирменных магазинов
По состоянию на конец 2019 года компания T. M. Lewin & Sons Limited владела 68 магазинами в Великобритании и 89 в других государствах мира, в том числе в Ирландии, Австралии, Соединенных Штатах Америки и разных странах Европы.
TM Lewin сотрудничала с несколькими брендами, включая Liberty, Loro Piana, Albini и Falke.